# Neottia
Neottia es un género de orquídeas de la subfamilia Epidendroideae dentro de la familia Orchidaceae. Tiene 64 especies aceptadas.

## Descripción
Son plantas perennes, herbáceas, heterótrofas. Rizoma corto, no estolonífero, con raíces gruesas, entrelazadas –que recuerdan un nido–, carnosas. Tallos erectos, simples, cilíndricos, lisos, amarillentos, pelosos. Hojas reducidas a escamas, numerosas, dispuestas helicoidalmente, de un castaño claro, sin manchas. Inflorescencia en racimo terminal, multifloro, ± denso, con el eje recto, cilíndrico, erecto, con brácteas no envainadoras, semejantes a las escamas caulinares. Flores resupinadas, suberectas, pediceladas. Sépalos ± erectos, no conniventes en una gálea, subiguales, libres. Pétalos laterales semejantes a los sépalos; labelo ensanchado en la parte distal, con 2 lóbulos netos, iguales, sin callosidades laterales, con una zona nectarífera, sin crestas longitudinales; sin espolón. Ginostemo alargado; estigmas subredondeados, rostelo lingüiforme. Antera terminal, libre; polinias 2, sésiles, sin retináculos, sin bursículas; polen en tétradas. Fruto en cápsula erecta, oblonga. Semillas planas, reticuladas, con las mallas alargadas solo en la zona media.

## Taxonomía
El género fue descrito por Jean Étienne Guettard y publicado en Histoire de l'académie royale des sciences. Avec les mémoires de mathématique & de physique 1750: 374. 1754.
Etimología
Neottia: nombre genérico que se refiere a la forma particular de la raíz en forma de "nido" de estas plantas: en griego "neottia" que significa "nido".

## Especies seleccionadas
Algunas ahora pertenecen a otros géneros.
- Neottia abortiva
- Neottia acaulis
- Neottia acuminata
- Neottia adnaria
- Neottia adnata
- Neottia alsinefolia
- Neottia alternifolia
- Neottia amoena
- Neottia nidus-avis